# Тулашвили, Анна Ивановна
А́нна Ива́новна Тулашви́ли (груз. ანა ივანეს ასული თულაშვილი; 24 февраля (9 марта) 1874, Тифлис, Российская империя, ныне Тбилиси, Грузия — 27 мая 1956, там же) — грузинская пианистка и педагог.  Заслуженный деятель искусств Грузинской ССР (1941).

## Биография
Училась игре на фортепиано в Тифлиси у Алоизия Мизандари и в Париже у Луи Дьемера. С 1903 года преподавала фортепиано в Тифлисском музыкальном училище, а с 1917 года — в Тифлисской консерватории, где в 1925 году становится первой женщиной профессором-музыкантом в Грузии; в 1926—1948 годах (с перерывом) — декан фортепианного факультета и заведующая кафедрой. Среди учеников — Рудольф Керер, Тенгиз Амираджиби, Эдуард Грикуров, Нелли Гачечиладзе , Ванда Шиукашвили и другие.

## Награды
- 1941 — Заслуженный деятель искусств Грузинской ССР
- Орден Ленина
- Орден Трудового Красного Знамени